# Jelle Van Damme
Jelle Van Damme (wym. [ˈjɛ.lə vɐn ˈdɑ.mə]; ur. 19 października 1983 w Lokeren) – belgijski piłkarz grający na pozycji środkowego lub lewego obrońcy. 31 maja 2008 poślubił byłą tenisistkę, Elke Clijsters, młodszą siostrę Kim Clijsters.

## Kariera klubowa
Piłkarską karierę Van Damme rozpoczął w KSK Beveren, w którym występował w drużynach juniorskich. Następnie grał w młodzieżowej drużynie KSC Lokeren, a przygodę z dorosłą piłką rozpoczął w Germinalu Beerschot z Antwerpii. W 2001 roku zadebiutował w jego barwach w Eerste Klasse, a po rozegraniu 7 spotkań na początku 2002 roku trafił na wypożyczenie do holenderskiego Ajaksu Amsterdam. 14 kwietnia zadebiutował w Eredivisie meczem ze Spartą Rotterdam (4:0). Miał więc nikły udział w wywalczeniu mistrzostwa Holandii a także Pucharu Holandii. Latem 2002 Ajax wykupił młodego Belga z Germinalu i Van Damme zadebiutował w Lidze Mistrzów, a w 2004 roku po raz drugi zdobył mistrzostwo Eredivisie. W Ajaksie rozegrał tylko 18 spotkań przez 2,5 roku głównie na skutek kontuzji.
W lipcu 2004 Van Damme za 3 miliony euro przeszedł do angielskiego Southampton F.C. W Premiership zadebiutował 28 sierpnia w przegranym 1:2 wyjazdowym meczu z Chelsea F.C. W listopadzie odniósł kontuzję, przez co w całym sezonie 2004/2005 tylko sześciokrotnie pojawiał się na angielskich boiskach, a Southampton spadło do Football League Championship.
W 2005 roku Van Damme został zawodnikiem Werderu Brema, do którego został wypożyczony z drużyny "Świętych". Swoje pierwsze spotkanie w Bundeslidze zaliczył 6 sierpnia, a Werder pokonał w nim Arminię Bielefeld 5:2. W sezonie 2005/2006 wystąpił w 8 spotkaniach Werderu, w których zdobył jedną bramkę. Wywalczył wicemistrzostwo Niemiec.
Latem 2006 Jelle podpisał kontrakt z Anderlechtem z Brukseli. Kosztował pół miliona euro i stał się podstawowym zawodnikiem "Fiołków". Na koniec sezonu 2006/2007 został po raz pierwszy w karierze mistrzem Belgii, a to osiągnięcie powtórzył również w rozgrywkach 2009/2010.
Latem 2010 Van Damme za około 2,5 miliona funtów odszedł do angielskiego Wolverhamptonu, z którym podpisał trzyletni kontrakt z możliwością przedłużenia go o kolejny rok. W 2011 roku odszedł do Standardu Liège. W 2016 roku przeszedł do Los Angeles Galaxy, a w 2017 do Royal Antwerp FC. W sezonie 2019/2020 grał w KSC Lokeren, w którym zakończył karierę.
| Sezon   | Klub               | Kraj              | Rozgrywki       | Mecze | Bramki |
| ------- | ------------------ | ----------------- | --------------- | ----- | ------ |
| 2001/02 | Germinal           | Belgia            | Eerste Klasse   | 7     | 0      |
| 2001/02 | AFC Ajax           | Holandia          | Eredivisie      | 1     | 0      |
| 2002/03 | AFC Ajax           | Holandia          | Eredivisie      | 11    | 0      |
| 2003/04 | AFC Ajax           | Holandia          | Eredivisie      | 8     | 0      |
| 2004/05 | Southampton        | Anglia            | Premiership     | 6     | 0      |
| 2005/06 | Werder Brema       | Niemcy            | Bundesliga      | 8     | 1      |
| 2006/07 | RSC Anderlecht     | Belgia            | Eerste Klasse   | 25    | 0      |
| 2007/08 | RSC Anderlecht     | Belgia            | Eerste Klasse   | 29    | 7      |
| 2008/09 | RSC Anderlecht     | Belgia            | Eerste Klasse   | 22    | 3      |
| 2009/10 | RSC Anderlecht     | Belgia            | Eerste Klasse   | 22    | 2      |
| 2010/11 | Wolverhampton      | Anglia            | Premier League  | 6     | 1      |
| 2010/11 | Standard Liège     | Belgia            | Eerste Klasse   | 17    | 2      |
| 2011/12 | Standard Liège     | Belgia            | Eerste Klasse   | 30    | 5      |
| 2012/13 | Standard Liège     | Belgia            | Eerste Klasse   | 35    | 3      |
| 2013/14 | Standard Liège     | Belgia            | Eerste Klasse   | 38    | 3      |
| 2014/15 | Standard Liège     | Belgia            | Eerste Klasse   | 26    | 2      |
| 2015/16 | Standard Liège     | Belgia            | Eerste Klasse   | 17    | 2      |
| 2016    | Los Angeles Galaxy | Stany Zjednoczone | MLS             | 28    | 0      |
| 2017    | Los Angeles Galaxy | Stany Zjednoczone | MLS             | 18    | 0      |
| 2017/18 | Royal Antwerp FC   | Belgia            | Eerste Klasse   | 23    | 0      |
| 2018/19 | Royal Antwerp FC   | Belgia            | Eerste Klasse   | 33    | 1      |
| 2019/20 | KSC Lokeren        | Belgia            | Eerste klasse B | 23    | 1      |

## Kariera reprezentacyjna
W reprezentacji Belgii Van Damme zadebiutował 19 marca 2003 roku w przegranym 0:4 wyjazdowym meczu z Chorwacją, rozegranym w ramach kwalifikacji do Euro 2004. Ma też za sobą występy w eliminacjach do Mistrzostw Świata 2006, Euro 2008, Mistrzostw Świata 2010 i Euro 2012.